# Bella Desgagnés
Die Bella Desgagnés ist eine kanadische Fracht- und Passagierfähre der kanadischen Reederei Relais Nordik. Sie verkehrt im Liniendienst entlang der Küste der kanadischen Provinz Québec.

## Geschichte
Das Schiff, das vom finnischen Schiffsarchitekturbüro Deltamarin entworfen worden war, wurde unter der Baunummer 555 auf der Werft Brodogradiliste Kraljevica in Kraljevica, Kroatien, für die kanadische Reederei Transport Desgagnés in Québec als Ersatz für die Nordik Express gebaut. Die Kiellegung erfolgte am 22. Dezember 2008. Aufgrund finanzieller Schwierigkeiten der Werft wurde der Bau 2011 unterbrochen. Nachdem die Werft 2012 in Konkurs gegangen war, übernahm die Reederei das unfertige Schiff und ließ es zur italienischen Fincantieri-Werft schleppen. Dort wurde zunächst ermittelt, welche Arbeiten zur Fertigstellung noch nötig waren. Der Auftrag zur Fertigstellung des Schiffes wurde schließlich an die Werft Palumbo Shipyard in Neapel vergeben, wo das Schiff bis März 2013 fertiggestellt wurde.
Das Schiff wird von der zur Groupe Desgagnés gehörenden Reederei Relais Nordik im Liniendienst im Sankt-Lorenz-Strom und dem Sankt-Lorenz-Golf eingesetzt und verbindet dabei zwölf Häfen zwischen Rimouski und Blanc-Sablon in der kanadischen Provinz Québec. Neben der Versorgung mit Gütern wird das Schiff auch als Fähre und für touristische Zwecke genutzt.

## Technische Daten und Ausstattung
Das Schiff wird dieselelektrisch durch zwei Končar-Elektromotoren mit jeweils 2200 kW Leistung angetrieben. Die Elektromotoren wirken auf zwei Propellergondeln am Heck des Schiffes. Für die Stromerzeugung stehen vier Generatoren zur Verfügung, die von jeweils einem mittelschnelllaufenden Wärtsilä-Dieselmotor des Typs W9L20-CR mit 1530 kW Leistung angetrieben werden. Das Schiff ist mit zwei Bugstrahlrudern ausgerüstet.
Die Decksaufbauten befinden sich in der vorderen Hälfte des Schiffes. Für Passagiere stehen Ruhesessel und 160 Betten in 63 Kabinen sowie unter anderem ein Restaurant, eine Cafeteria und ein Bistro zur Verfügung. Das Schiff wird mit einer Passagierkapazität von 381 Personen vermarktet. Die Besatzungsstärke beträgt rund 40 Personen.
Die Brücke des Schiffes ist über die gesamte Breite geschlossen. Zur besseren Übersicht bei An- und Ablegemanövern und dem Navigieren in engen Fahrwassern gehen die Nocken etwas über die Schiffsbreite hinaus.
Hinter den Decksaufbauten befindet sich ein offenes Ladungsdeck, auf dem Container und andere Ladungsgüter gestaut werden können. Die Containerkapazität ist mit 125 TEU angegeben. Hinter den Decksaufbauten befindet sich auf der Backbordseite ein Liebherr-Kran mit einem 35 m langen Ausleger. Der Kran kann bis zu 40 t heben.
Der Rumpf des Schiffes ist eisverstärkt (Eisklasse 1A). Das Schiff ist in der Lage bis zu 36 cm dickes Meereis mit einer bis zu 30 cm dicken Schneeauflage mit bis zu 5 kn Fahrt zu brechen. Das Schiff ist mit Stabilisatoren ausgestattet.